# إيدا أوغوستا كيلر
إيدا أوغوستا كيلر (بالإنجليزية: Ida Augusta Keller) هي ناشطة أمريكية من المطالبين بحق المرأة في التصويت، ولدت في 11 يونيو 1866 في دارمشتات في ألمانيا، وتوفيت في 10 سبتمبر 1932 في مقاطعة باكز في الولايات المتحدة.